# تشارلز هولكومب
تشارلز هولكومب (بالإنجليزية: Charles Holcomb)‏ هو قاضي ومحامي أمريكي، ولد في 1933.